# Marvel Studios Animation
Marvel Studios Animation, также известна как Marvel Animation — подразделение американской продюсерской компании Marvel Studios, специализирующееся на разработке собственных анимационных проектов на основе комиксов издания Marvel Comics. Подразделение было создано Marvel Studios и, в основном, производит проекты, действие которых происходит в медиафраншизе «Кинематографическая вселенная Marvel» (КВМ), а также курирует разработку анимационных проектов, не относящихся к КВМ.

## История
В марте 2019 года стало известно, что Marvel Studios разрабатывает анимационный сериал-антологию, основанный на концепции комиксов «What If...?» для изучения того, как изменится медиафраншиза «Кинематографическая вселенная Marvel» (КВМ), если бы определённые события произошли по-другому. Disney и Marvel официально объявили сериал «Что, если…?» в следующем месяце. Серия короткометражных анимационных фильмов «Я есть Грут» была анонсирована в декабре 2020 года.
В июне 2021 году исполнительный вице-президент Marvel Studios по кинопроизводству Виктория Алонсо аявила, что переход студии на анимацию с помощью сериала «Что, если…?» — это возможность сделать КВМ более разнообразным. В то время Marvel Studios создавала «анимационный филиал и мини-студию», чтобы сосредоточиться на анимационном контенте помимо «Что, если…?», создавала инфраструктуру для работы с несколькими анимационными сериалами одновременно и планировала нанять около 300 новых сотрудников на производственные роли в линейке анимационных сериалов стримингового сервиса Disney+. Руководитель Marvel Studios Брэд Уиндербаум, отвечавший за «Что, если…?», был повышен до главы отдела потокового вещания, телевидения и анимации Marvel Studios, а в сентябре Алонсо был повышен до президента по физическому, постпродакшн, VFX и анимации. Во время мероприятия Disney+ Day в ноябре 2021 года Marvel Studios официально анонсировала анимационный приквел телесериал «Человек-паук: Первый год», второй сезон сериала «Что, если…?» и связанный с ним сериал «Зомби Marvel», и сериал «Люди Икс ’97»,  продолжение сериала «Люди Икс». Режиссёр сериала «Что, если…?» Брайан Эндрюс заявил, что каждый дополнительный мультсериал будет существовать «на своих условиях и, надеюсь, будет исследовать неожиданные стороны КВМ», а Виндербаум сказал, что студия будет рассказывать только те истории, которые, по их мнению, должны быть рассказаны в анимационной форме.

Анимированная версия логотипа подразделения, который появлялся в проектах подразделения до 2023 года

В апреле 2022 году было объявлено, что Marvel Studios Animation возьмёт на себя производство сериала «Паучок и его удивительные друзья» на телеканале Disney Junior начиная со второго сезона; Первый сезон сериала был выпущен компанией Marvel Entertainment. Во время панели Marvel Studios Animation на Comic-Con в Сан-Диего в июле 2022 года обсуждаемые проекты были представлены как часть, именуемая как «Анимационная Мультивселенная Marvel». Вскоре после этого Виндербаум заявил, что арка «Сага Мультивселенной» КВМ и её исследование Мультивселенной позволили студии «посмотреть на альтернативные пути и другие варианты развития персонажей... увидеть, как они расширяются и растут непредвиденными, неожиданными способами», что, по его словам, и послужило «путеводной звездой» для анимационных проектов. В сентябре Брайан Кесингер был назначен режиссёром мультсериала для Marvel Studios, однако вскоре этот проект был отменён.
К январю 2023 года подразделение стало называться «Marvel Studios Animation». В марте 2023 года Алонсо была уволена со своей должности в Marvel Studios группой лиц, включающей сопредседателя Disney Entertainment Алана Бергмана и сотрудников кадрового и юридического отделов Disney, за работу в качестве продюсера в фильме «Аргентина, 1985» (2022) для Amazon Studios. это было нарушением соглашения 2018 года между Алонсо и Disney, в котором говорилось, что сотрудники не будут работать на конкурирующую студию. По имеющимся данным, Алонсо не обращалась за разрешением на работу над фильмом, и Disney попросил её прекратить работу над фильмом, а также отказаться от его продвижения и рекламы, причём ситуация была «признана достаточно серьёзной», и Disney потребовал подписать новое соглашение. Несмотря на это, Алонсо продолжала рекламировать фильм после премьеры в сентябре 2022 году, и ей постоянно напоминали о соглашении и нарушении контракта, что в итоге привело к её увольнению. Адвокаты Алонсо опровергли это утверждение, заявив, что компания Disney знала о работе Алонсо над фильмом «Аргентина, 1985» и согласилась на неё, а вместо этого её «заставили замолчать [...] и уволили, когда она отказалась делать то, что, по её мнению, было предосудительным»; этот инцидент, как сообщалось, был связан с разногласиями с одним из руководителей Disney по поводу цензуры элементов символики ЛГБТ в фильме «Человек-муравей и Оса: Квантомания» (2023) чтобы выпустить фильм в Кувейте и соблюсти его ограничительное законодательство по ЛГБТ. Представитель Disney подтвердил, что она была уволена в связи с «бесспорным нарушением контракта и прямым нарушением политики компании», а также в связи с другими «ключевыми факторами».

## Процесс
Как и другие анимационные студии, Marvel Studios Animation отдаёт свои анимационные работы на аутсорсинг другим студиям; по словам Алонсо, среда анимации позволяет Marvel Studios работать с новыми компаниями по всему миру. Виндербаум заявил, что Marvel Studios открыта для сотрудничества с корпоративными братьями Pixar и Walt Disney Animation Studios по созданию анимационного контента MCU «при правильных обстоятельствах». Мультфильм «Паучок и его удивительные друзья» выпускается совместно с Disney Junior и анимационной студией Atomic Cartoons. По словам руководителя отдела визуальных разработок Marvel Studios Райана Мейнердинга, Marvel Studios Animation использует приёмы, аналогичные тем, что применяются в комиксах, что позволяет студии адаптировать комиксы Marvel «таким образом, который, возможно, более силён, чем фильмы». Виндербаум отметил, что тип анимации, используемый в той или иной серии, будет зависеть от того, что продюсеры сочтут подходящим для каждой серии.
В отличие от VFX-художников, занятых в живых фильмах, художники анимационной студии нанимаются непосредственно компанией Marvel и работают в штате Marvel Studios Animation. Студия работает в условиях жёстких сроков, которые, по словам одного из старших аниматоров, «требуют того, что не может быть сделано».

## Мультсериал
Вышедшие
| № | Название                         | Оригинальное название          | Сезоны | Серии | Дата выхода  |
| - | -------------------------------- | ------------------------------ | ------ | ----- | ------------ |
| 1 | Что, если…?                      | What If…?                      | 2      | 18    | 2021 — н. в. |
| 2 | Паучок и его удивительные друзья | Spidey and His Amazing Friends | 3      | 68    | 2021 — н. в. |
| 3 | Я есть Грут                      | I Am Groot                     | 2      | 10    | 2022 — 2023  |
| 4 | Люди Икс ’97                     | X-Men '97                      | 1      | 10    | 2023 — н. в. |

Предстоящие
| № | Название                           | Оригинальное название                 | Сезоны | Серии | Дата выхода |
| - | ---------------------------------- | ------------------------------------- | ------ | ----- | ----------- |
| 5 | Ваш дружелюбный сосед Человек-паук | Your Friendly Neighborhood Spider-Man | 1      |       | 2024        |
| 6 | Зомби Marvel                       | Marvel Zombies                        | 1      | 4     | 2024        |
| 7 | Очи Ваканды                        | Eyes of Wakanda                       | 1      |       | 2024        |